# لی هان وی
لی هان وی (کره‌ای: 이한위؛ زادهٔ ۱۷ ژوئن ۱۹۶۱) بازیگر اهل کره جنوبی است. او حرفهٔ بازیگری خود را در سال ۱۹۸۳ آغاز کرد و در فیلم‌ها و مجموعه‌های تلویزیونی زیادی به عنوان بازیگر نقش مکمل حضور پیدا کرده‌است. او به ویژه به خاطر توانایی بداهه گویی خود شناخته می‌شود.

## فیلم‌شناسی

### مجموعه اینترنتی
| سال  | عنوان       | پلتفرم     | نقش         | منابع |
| ---- | ----------- | ---------- | ----------- | ----- |
| ۲۰۲۱ | جادو        | کی‌تی سیزن  |             | [ ۴ ] |
| ۲۰۲۲ | بوسه حس ششم | دیزنی پلاس | او کیونگ سو | [ ۵ ] |